# Solovetskijklostret

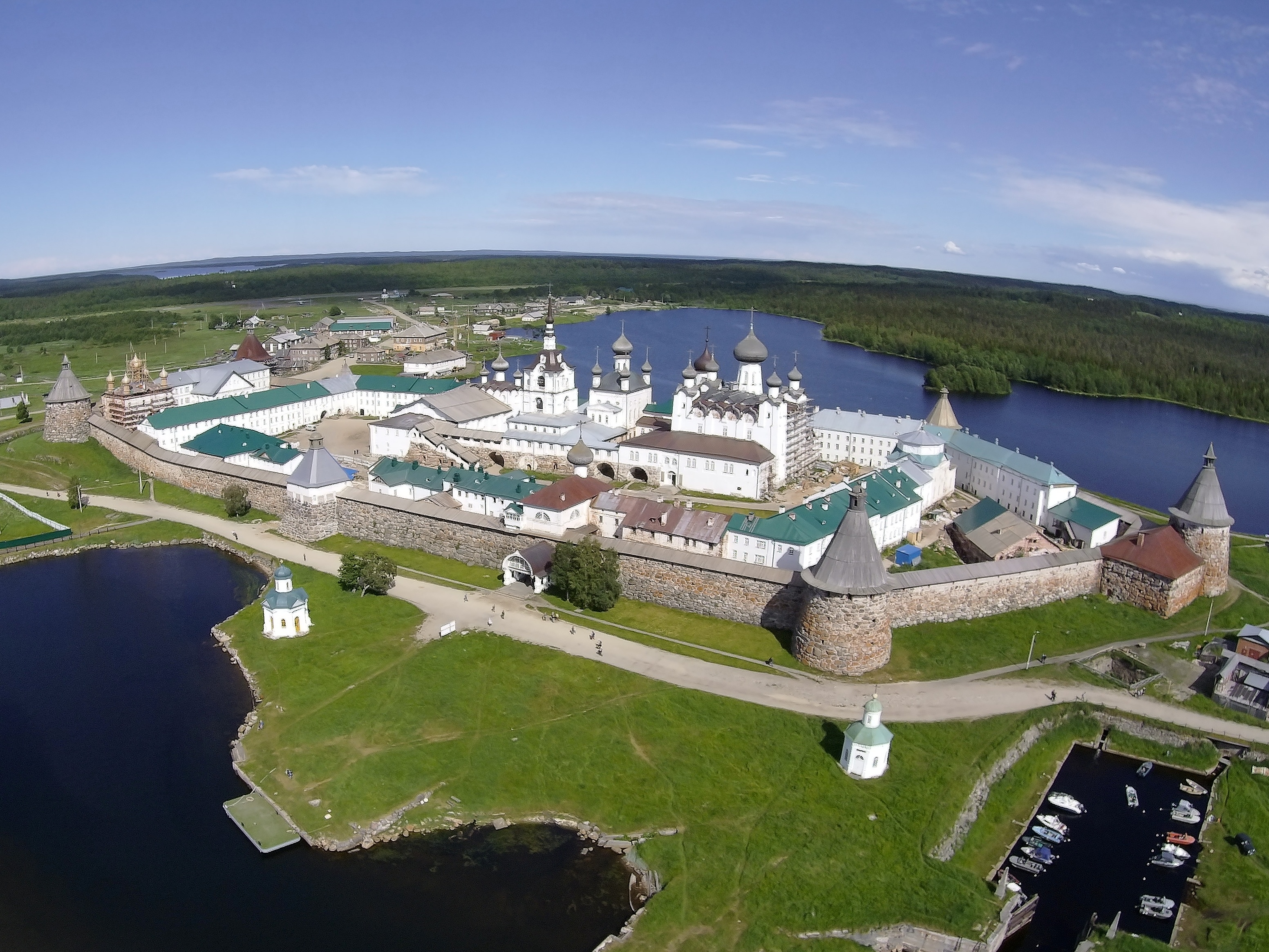
Solovetskijklostret.

Solovetskijklostret (ryska: Соловецкий монастырь) har i flera hundra år varit kristendomens huvudsäte i norra Ryssland. Klostret, som grundades 1436, ligger på Solovetskijöarna i Vita havet. De viktigaste byggnaderna är från 1500-talet, då Fjodor Kolytjev var igumen. Under åren har klostret genomgått många förändringar och motstått flera attacker från fiender. Ögruppen med klostret blev 1992 ett av de första världsarven i Ryssland.

## Galleri

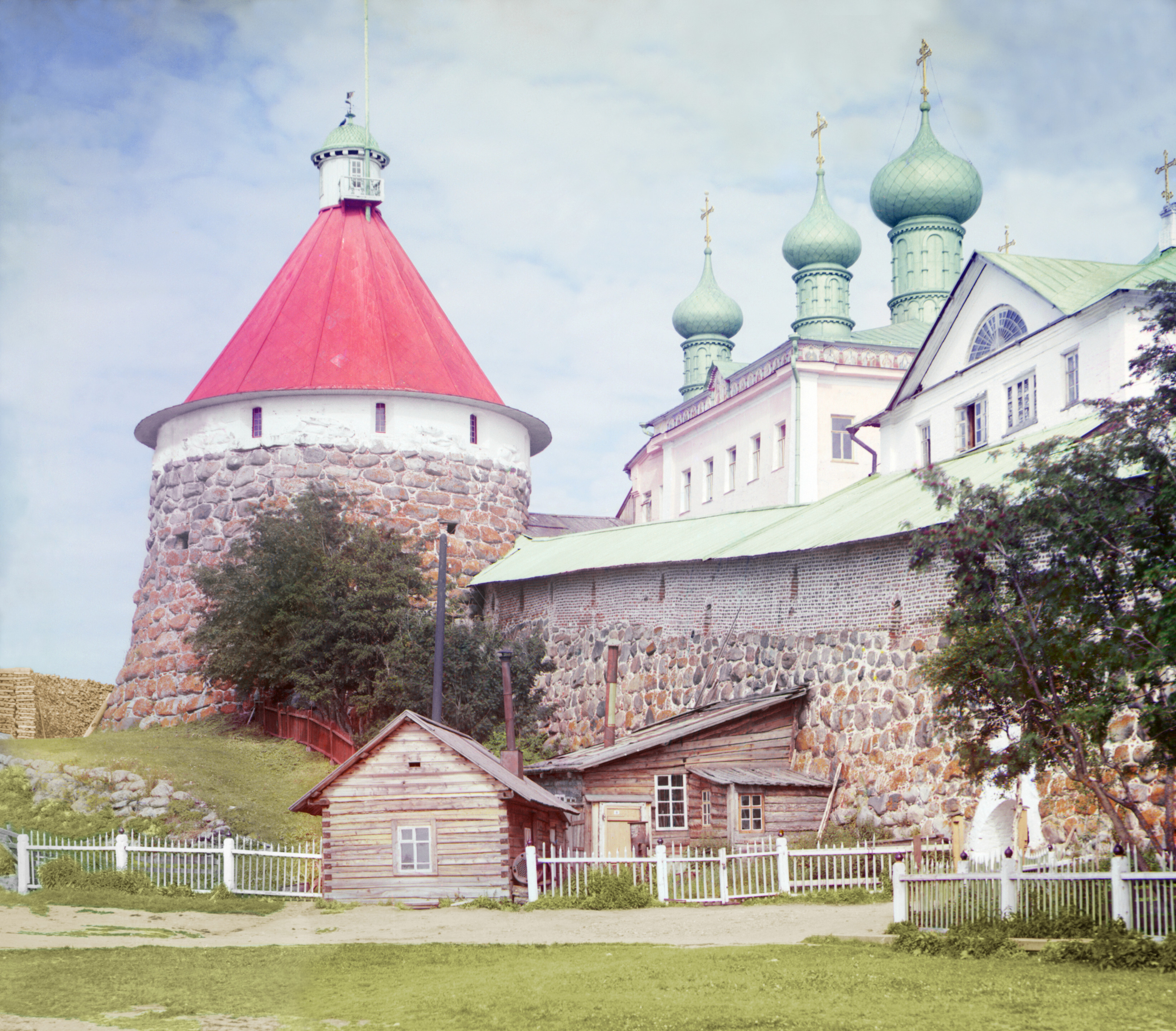
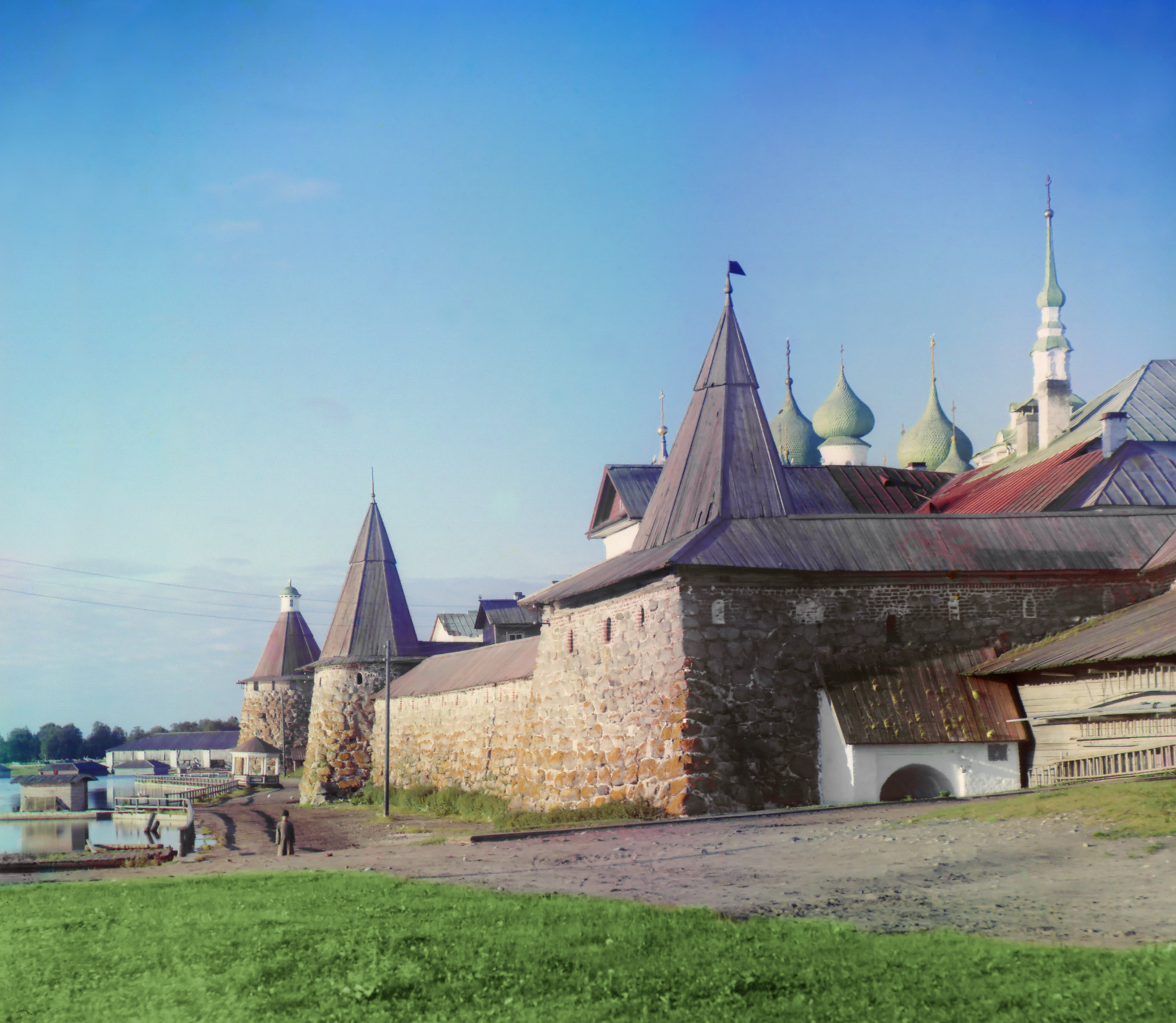
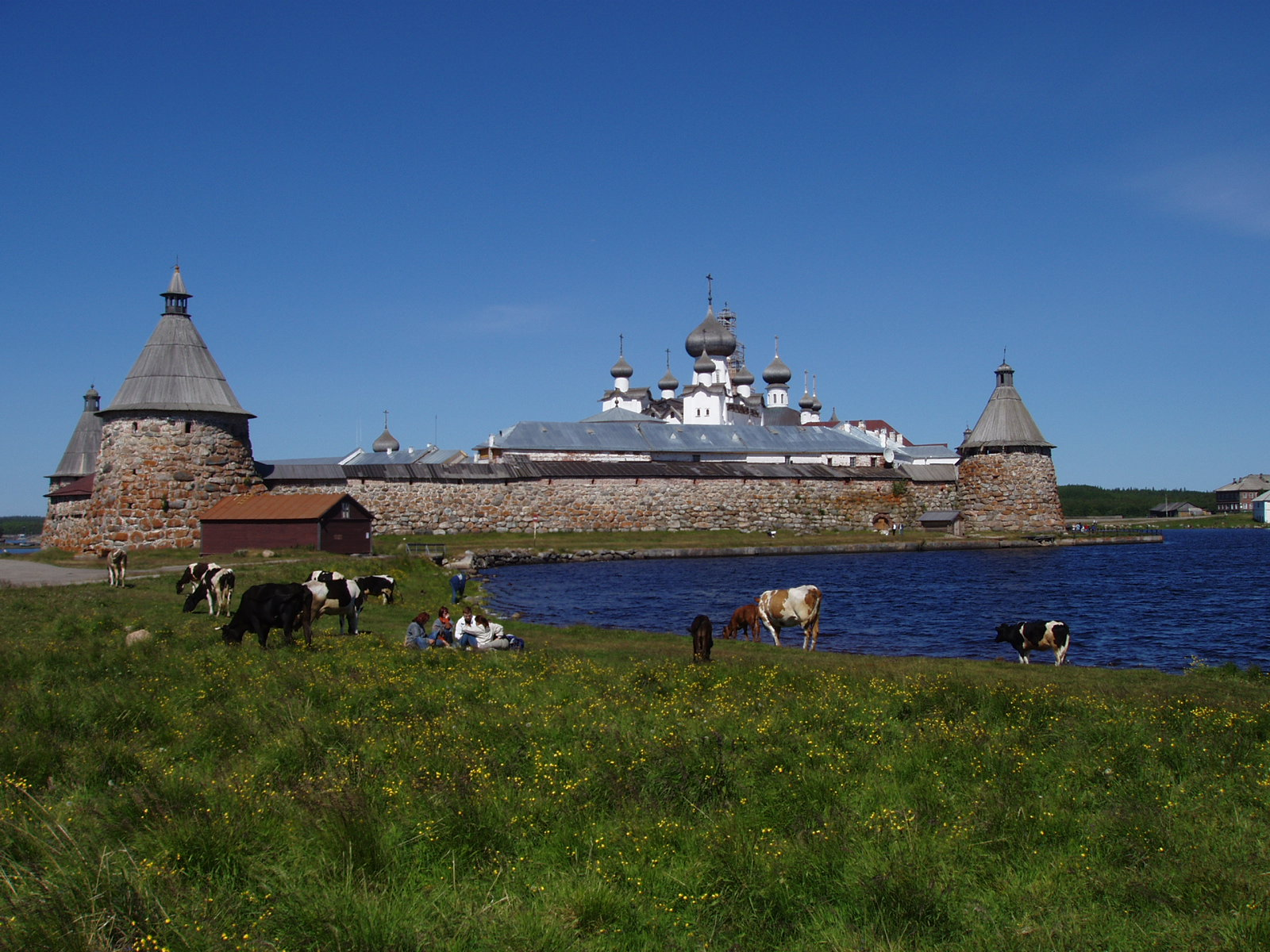